# Коалиција РС–НКПЈ/СКОЈ
Коалиција РС–НКПЈ/СКОЈ је политичка коалиција у Србији која је учествовала на парламентарним изборима у Србији 2023. на изборној листи Руска странка – Слободан Николић.
Коалицију чине Руска странка која је мањинска странка руске националне мањине у Србији, Нова комунистичка партија Југославије и Савез комунистичке омладине Југославије који је омладинска организација Нове комунистичке партије Југославије. НКПЈ и СКОЈ су имали седам својих кандидата на изборној листи Руска странка – Слободан Николић. НКПЈ и СКОЈ себе декларишу као организације југословенске националне мањине у Србији. Том приликом коалиција осваја једно посланичко место у Народној скупштини Републике Србије.
Коaлиција се темељи на русофилству, антиЕУ политици, антиНАТО политици, очувању АП Косова и Метохије у саставу Србије, антифашизму и залаже се за пуноправно чланство Србије у Евроазијском економском савезу, ОДКБ-у и БРИКС-у.

## Резултати на изборима

### Парламентарни избори
| Година | Вођа             | Вођа    | Гласови | % од важећих | Бр. | # мандата | Промена | Влада         |
| Година | Име              | Странка | Гласови | % од важећих | Бр. | # мандата | Промена | Влада         |
| ------ | ---------------- | ------- | ------- | ------------ | --- | --------- | ------- | ------------- |
| 2023.  | Слободан Николић | РС      | 11.356  | 0,3%         | 14. | 1 / 250   | 1       | подршка влади |